# 2023-as argentínai általános választás
A 2023-as argentínai általános választást 2023. október 22-én tartották meg, melynek során megválasztották Argentína elnökét, alelnökét, valamint az ország törvényhozásának, a Nemzeti Kongresszus mindkét házának tagjait, emellett számos argentín tartomány kormányzóját is.

## Választási rendszer

### Elnökválasztás
Az elnökválasztás kétfordulós rendszerben történik meg. Az első fordulóban csak akkor van választási győzelem ha az egyik jelölt a szavazatok 45%-át szerzi meg vagy legalább 40%-át a szavazatoknak megszerzi úgy, hogy több, mint 10 százalékponttal a második helyezett előtt végez. Ha egyik jelölt sem éri el ezeket a küszöböket, akkor kell második fordulót tartani a két legtöbb szavazatott kapott jelölttel. A 18 és 70 év közötti állampolgároknak kötelező a szavazás, de 16 év felett már választójoggal rendelkeznek az állampolgárok, az ő esetükben, amíg nem töltik be a 18. életévet nem kötelező a szavazás.

### Nemzeti Kongresszus

#### Képviselőház
A Képviselőházban összesen 257 mandátum van. Tagjait arányos képviseleti rendszerben, 24 többmandátumos választókerületi szavazáson választanak meg, melynek területei egyenként az argentín tartományok területeivel egyezeik meg, Buenos Aires külön választókerületnek számít. A mandátumok elosztása népességarányosan zajlik. A mandátumok elosztása D'Hondt-módszer szerint történik és 3%-os a bejutási küszöb. A 2023-as választáson a 257-ből csak 130 képviselői mandátumot lehet megválasztani.

#### Szenátus
A Szenátusban 72 mandátum van összesen. Tagjait a képviselőházi választáson létrehozott többmandátumos választókerületi szavazáson választanak meg, választókerületenként 3 mandátumot lehet megválasztani, függetlenül a népességaránytól. A győztes párt a kiosztható mandátumok közül kettőt kap meg, míg a harmadikat a második helyezett kapja meg. A szenátorokat 6 éves ciklusra választják meg, ezen a választáson csak 24 mandátumot választanak meg, nyolc tartományban egyenként 3 mandátumot. Buenos Aires, Formosa, Jujuy, La Rioja, Misiones, San Juan, San Luis, és Santa Cruz tartományokban választanak szenátorokat.

## Elnökjelöltek
| Jelölt neve Születési év és hely                     | Jelölt neve Születési év és hely | Jelölt neve Születési év és hely | Korábbi tapasztalat                                                       | Párt neve              | Alelnök-jelölt                       | Koalíció | Koalíció                | Ref         |
| ---------------------------------------------------- | -------------------------------- | -------------------------------- | ------------------------------------------------------------------------- | ---------------------- | ------------------------------------ | -------- | ----------------------- | ----------- |
| Sergio Massa 1972 San Martín, Buenos Aires tartomány |                                  |                                  | Gazdasági miniszter (2022 óta)                                            | Megújulási Front       | Kabinetfőnök Agustín Rossi (PJ)      |          | Unió a Hazáért          | [ 6 ]       |
| Patricia Bullrich 1956 Buenos Aires                  |                                  |                                  | Belbiztonsági miniszter (2015–2019)                                       | Köztársasági Ajánlat   | egykori képviselő Luis Petri (UCR)   |          | Együtt a Változásért    | [ 7 ]       |
| Javier Milei 1970 Buenos Aires                       |                                  |                                  | Buenos Aires képviselője (2021 óta)                                       | Libertariánus Párt     | Képviselő Victoria Villarruel (PD)   |          | Előrehaladó Szabadság   | [ 8 ] [ 9 ] |
| Juan Schiaretti 1949 Córdoba, Córdoba tartomány      |                                  |                                  | Córdoba tartomány kormányzója (2007–2011; 2015 óta)                       | Igazságosság Párt      | Képviselő Florencio Randazzo (HACER) |          | Az Országunkért Tesszük | [ 10 ]      |
| Myriam Bregman 1972 Timote, Buenos Aires tartomány   |                                  |                                  | Buenos Aires tartomány (2015–2016) és Buenos Aires képviselője (2021 óta) | Szocialista Munkáspárt | Nicolás del Caño képviselője         |          | Szocialista Munkáspárt  | [ 11 ]      |